# Puente retráctil

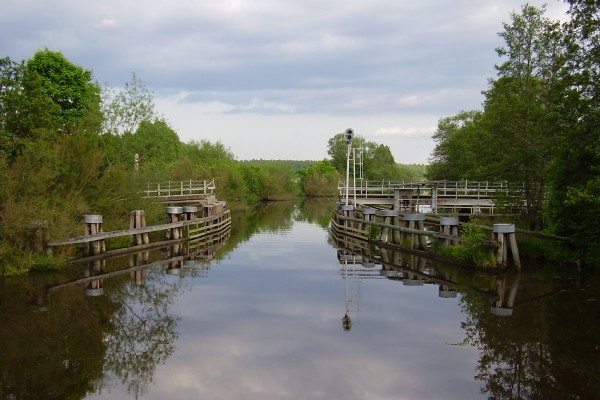
La calzada del Ultunabron en Upsala se desliza hacia la derecha.

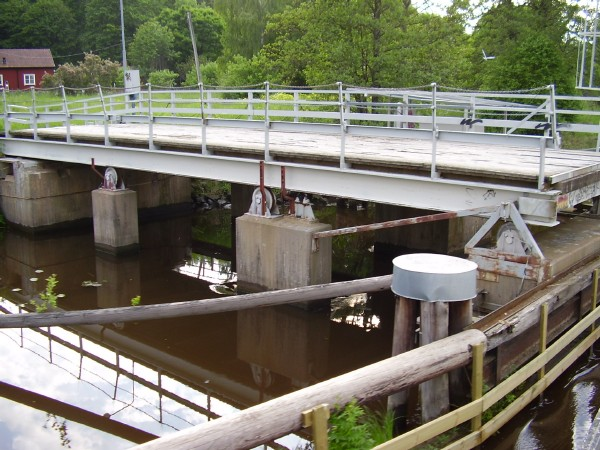
Calzada sobre rodillos del puente retráctil en Upsala.

Un puente retráctil, deslizante o de deslizamiento o de desplazamiento horizontal es un puente móvil con una calzada que se mueve en sentido horizontal. La calzada se retira en dirección longitudinal para dejar paso a los navíos.
Este tipo de puentes pueden encontrarse en Suecia y Noruega. Un ejemplo es el Ultunabron al sur de Upsala en Suecia.
También en la localidad francesa de Saint-Malo, así como cerca de la ciudad neerlandesa de Leiden y en la ciudad alemana de Kiel, junto al puente plegable del río Hörn. 